# Lodnerhütte
Die Lodnerhütte (italienisch Rifugio Cima Fiammante) ist ein Schutzhaus in der zu den Ötztaler Alpen gehörenden Texelgruppe in Südtirol. Die Hütte liegt südwestlich des Lodners im Zieltal auf einer Höhe von 2259 m s.l.m. Sie befindet sich im Naturpark Texelgruppe.

## Geschichte
Die Lodnerhütte wurde 1891 von der Sektion Meran des Deutschen und Oesterreichischen Alpenvereins (DuOeAV) erbaut. Nachdem die Hütte bereits 1894 vergrößert worden war, erfolgte 1908 die Einweihung eines Neubaus. Die bis 1923 vom DuOeAV betriebene Lodnerhütte wurde 1923 enteignet und 1924 dem Club Alpino Italiano (CAI) übergeben. Auf das Jahr 1998 datieren Renovierungsarbeiten. 2011 beschloss die Südtiroler Landesregierung, die Hütte der Sektion Meran des CAI um 607.000 Euro abzukaufen. Seit 2015 wird das Land Südtirol bei der Verwaltung der Hütte (Vergabe an Pächter, Überwachung der Führung, Sanierungsmaßnahmen) durch eine paritätische Kommission unterstützt, in der neben der öffentlichen Hand auch der AVS und der CAI vertreten sind.

## Anstiegsmöglichkeiten
Die Hütte kann durch das Zieltal von Partschins erreicht werden. Der Anstieg ab Straßenende (kurz vor dem Partschinser Wasserfall) dauert etwas über vier Stunden. Von der Bergstation der Texelbahn ist die Lodnerhütte in circa drei Stunden zu erreichen.

## Tourenmöglichkeiten
Die Hütte eignet sich aufgrund ihrer zentralen Lage in der Texelgruppe als Ausgangspunkt für viele Besteigungen, darunter Lodner (3228 m), Roteck (3337 m) und Tschigat (2998 m).
Übergänge:
- Zur Stettiner Hütte in einer Gehzeit von 3½ Stunden.
- Nach Katharinaberg in einer Gehzeit von 6½ Stunden.

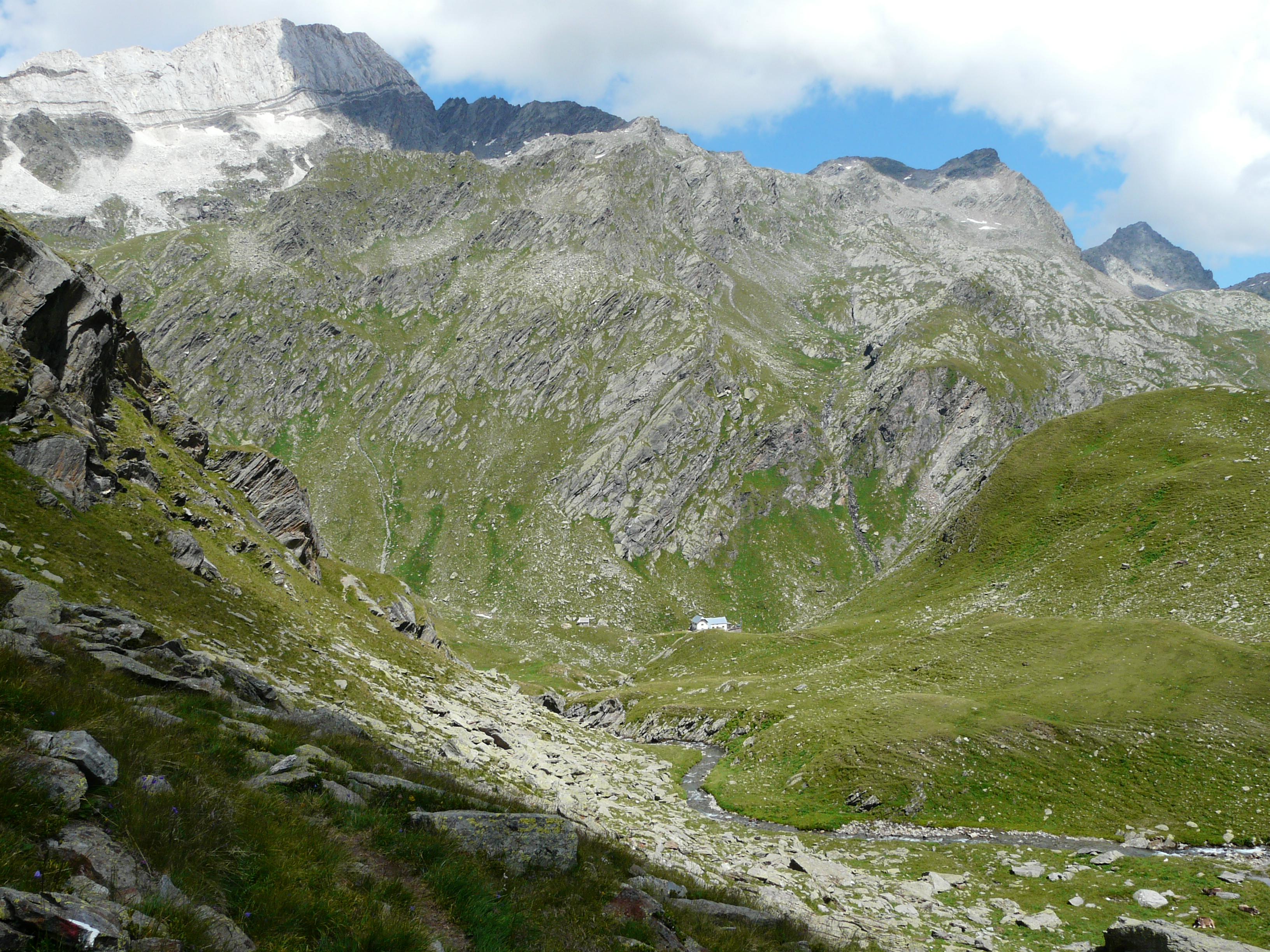
Blick auf die Lodnerhütte mit Lodner (links)
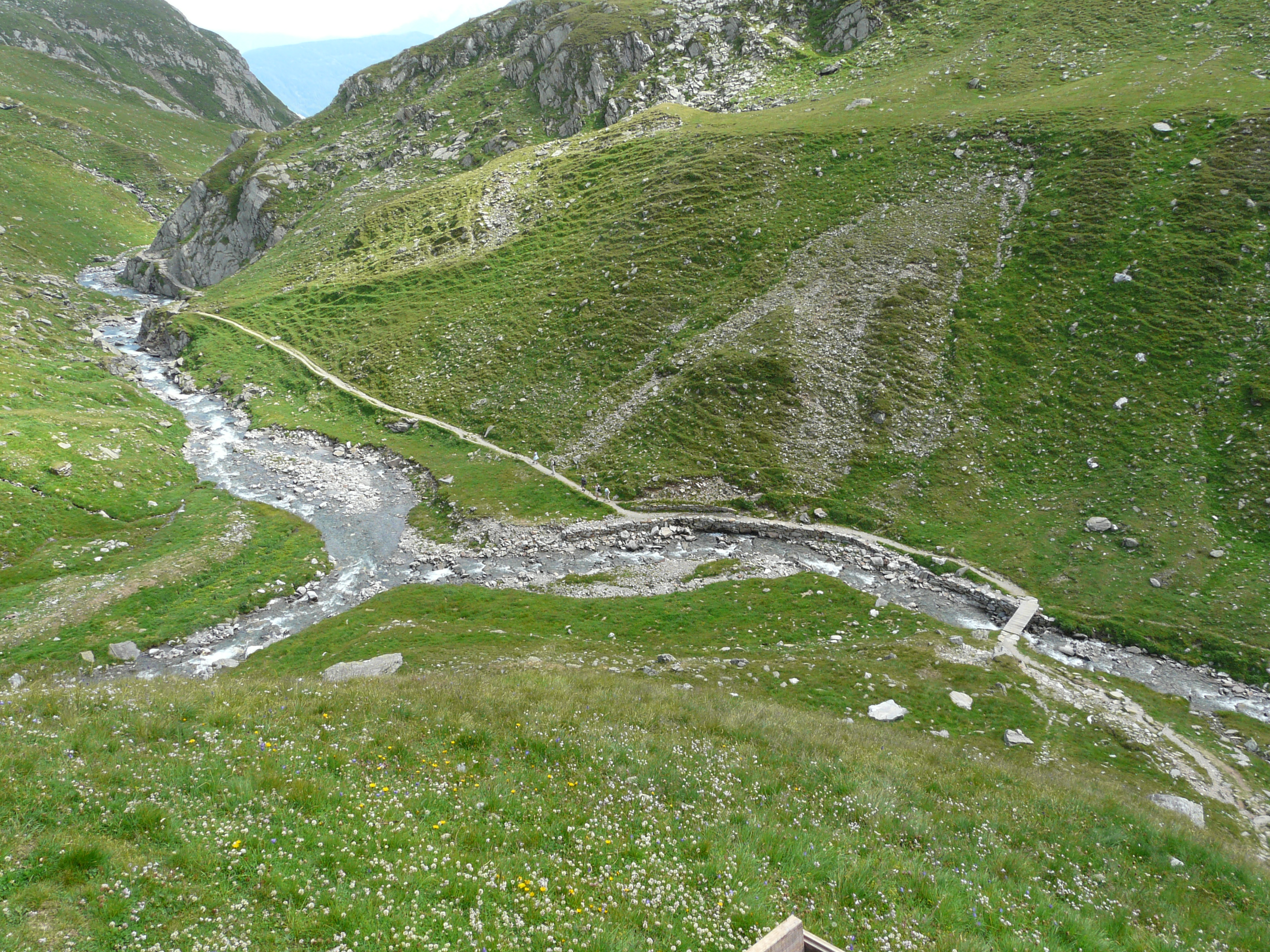
Blick von der Lodnerhütte hinab ins Zieltal
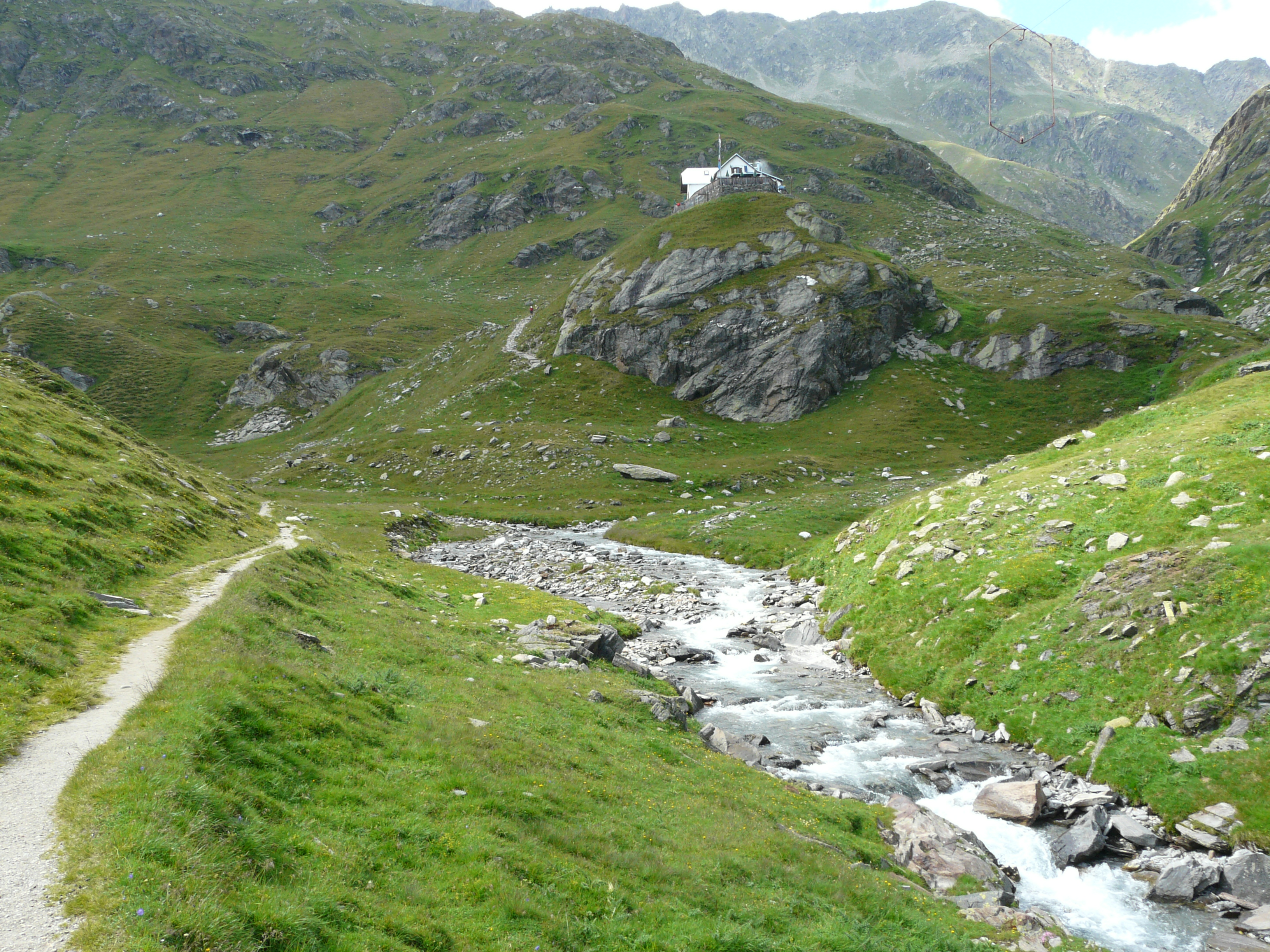
Lodnerhütte mit Zielbach